# Hera
Hera (stgr. Ἥρα Hēra, łac. Hera, Iuno, Juno, Junona) – w mitologii greckiej trzecia córka Kronosa i Rei, żona Zeusa.
Według niektórych źródeł była trzecią małżonką władcy bogów, po Metydzie (Metis) i Temidzie. Była również królową Olimpu, boginią niebios i płodności, patronką macierzyństwa, opiekunką małżeństwa, piękna i rodziny, a także siostrą Zeusa.
Jej odpowiednikiem w mitologii rzymskiej jest Junona.

## W mitologii Greków
Jako miejsce narodzin Hery mity podają Argos lub wyspę Samos. Podobnie jak jej siostry i bracia (z wyjątkiem Zeusa) została połknięta przez Kronosa. Uwolnił ją Zeus, nakłaniając Reję do podania Kronosowi środka wymiotnego.
Reja w czasie wojny Zeusa z tytanami powierzyła Herę opiece Okeanosa i Tethys lub według innych wersji wychowywały ją Hory, heros Temenos lub córki Asteriona. Zeus odszukał ją w Knossos na Krecie lub na Górze Tornaks. Zalecał się do niej początkowo bez powodzenia. Przybrał więc postać zziębniętej kukułki, którą Hera rozgrzewała w dłoniach. Wtedy Zeus wrócił do swej postaci i zmusił Herę, by go poślubiła.
Istnieje kilka wersji mówiących o miejscu zaślubin Zeusa i Hery:
- w ogrodzie Hesperyd
- na wierzchołku góry Ida we Frygii
- na Eubei, gdzie wylądowali w drodze z Krety.

Wszyscy bogowie przybyli na ślub z podarkami. Między innymi Matka Ziemia dała Herze drzewo ze złotymi jabłkami, którego później strzegły Hesperydy w sadzie na Górze Atlas.
Prawie wszędzie w Grecji obchodzono święto upamiętniające dzień zaślubin. Posąg Hery przystrajano weselną szatą. Oprowadzano go po mieście w procesji do świątyni, gdzie czekało łoże małżeńskie. Święto to zwano świętem Dedala i uważano za odnowienie boskiego związku bogini i Zeusa.
Herze i Zeusowi urodziło się czworo dzieci; istnieją przekazy, że poczęte one były bez udziału mężczyzny.
Dzieci Hery to: Ares, siostra bliźniaczka Eryda, lub Ejlejtyja (poczęte, gdy Hera dotknęła pewnego kwiatu, prawdopodobnie głogu), Hebe, gdy dotknęła sałaty oraz Hefajstos, który (jak przysięgała Hera) był partenogeniczny.

## Kult i ikonografia
Najważniejsze ośrodki kultu Hery znajdowały się na wyspach Samos i Argos, a także na Peloponezie i w Olimpii, gdzie co pięć lat odbywały się na cześć Hery igrzyska dziewcząt.
Kult Hery był rozwinięty w wielu miastach: w Mykenach, Argos, Sparcie, Samos. Tam też były najpiękniejsze świątynie. Wizerunki Hery były w starożytności dziełami: Fidiasza (metopy Partenonu), Polikleta (posąg Hery z chryzelefantyny z drugiej połowy V w. p.n.e.), Praksytelesa. Bogini była też przedstawiana w malarstwie wazowym (Waza François). Najbardziej znane zabytki sztuki plastycznej to: Głowa Hery z Olimpii, Hera z Samos, Hera Farnese (głowa), Hera Barberini, Hera Ludovisi, Hera Barghese. Hera była też tematem sztuki nowożytnej, między innymi malowali ją Peter Paul Rubens, Francesco Solimena, Antonio Allegri da Correggio, Giovanni Battista Tiepolo.
Świątynie poświęcone Herze nazywano Herajon: w Olimpii z VII wieku w. p.n.e., na Samos wybudowana przez Rojkosa ok. 560 r. p.n.e., spalona przez Persów, odbudowana przez Polikratesa ok. 525 r. p.n.e., w pobliżu Argos ze słynnym posągiem Hery dłuta Polikleta(niezachowany).
Święta ku czci Hery nazywano Heraje. Najuroczyściej obchodzone co 5 lat w Argos. W odległości 8 km od miasta znajdowała się świątynia Hery. Tam udawali się Argejczycy w uroczystej procesji, składali hekatombę, spożywali ucztę ofiarną, na stadionie odbywały się igrzyska.
Pierwotnie jej wizerunkiem był prosty słup lub belka. Później przedstawiano ją jako poważną, dostojną matronę, z owocem granatu w ręce (symbolem płodności) lub z lilią. Według Parandowskiego Hera na głowie nosiła diadem z gwiazd. Często przedstawia się Herę na rydwanie zaprzężonym w pawie (z kukułką na ramieniu), którym powozi Iris, według mitologii jej pokojówka.
Oprócz pawi częstym atrybutem Hery jest krowa (Homer często nazywa boginię „krowiooką” lub wolooką chwaląc w ten sposób jej wielkie, brązowe oczy).

## Cechy charakterologiczne w mitach
Przedstawiano ją jako kobietę gwałtowną, zazdrosną i mściwą. Łatwo wpadała w gniew, m.in. Hera pokłóciła się z Ateną i Afrodytą o złote jabłko, które Eris rzuciła na stół podczas uczty.
Była piękną, wyniosłą, pełną powagi i królewskiego majestatu kobietą o dużych, ciemnych oczach. Każdego poranka objeżdżała w rydwanie swe włości, opiekując się głównie dziewczętami, kobietami zamężnymi, młodymi matkami, wdowami.
Uosabiała cnoty małżeńskie, w związku z czym walczyła z wszelkimi przejawami zdrady; sama cierpiała z powodu niewierności małżonka. Mity związane z Herą opisują przede wszystkim jej spory i pojednania z Zeusem oraz mściwe knowania wymierzone przeciwko kochankom i nieślubnym dzieciom małżonka. Z tego powodu stała się symbolem zazdrości.

### Stosunek do rywalek
Semele, matka Dionizosa, zginęła od pioruna, bo idąc za radą Hery, poprosiła Zeusa, by jej się ukazał z gromem i błyskawicami. Hera zesłała też szaleństwo na małżonków, którzy zaopiekowali się Dionizosem, a gdy dorósł, i na niego zesłała obłęd. Bogini prześladowała Io. Ofiarą jej zemsty była też nimfa Echo, która zabawiała Herę swoimi opowieściami, podczas gdy Zeus wyprawiał się z pałacu na swe miłosne przygody. Przeszkadzała Latonie urodzić bliźnięta (Apollina i Artemidę), których ojcem był Zeus. Namówiła też Artemidę, aby własną strzałą zabiła swą młodą towarzyszkę, nimfę Kallisto, w której zakochał się Zeus.

### Stosunek do Heraklesa
Ze szczególną zawziętością prześladowała Heraklesa, syna Zeusa i Alkmeny. Najpierw, gdy Herakles był jeszcze niemowlęciem, wysłała węże, aby go udusiły, jednak dziecko-półbóg zadusiło je wszystkie. Później zesłała na herosa obłęd, wskutek czego pozabijał swoje dzieci biorąc je za demony. Była inicjatorką dwunastu prac, które musiał wykonać. Namówiła ukochaną Heraklesa, Dejanirę, aby wyprała jego koszulę w krwi zabitego wcześniej centaura, która była zatruta i zabiła Heraklesa. Pamiętliwa i zaciekła, Hera nie ustawała w prześladowaniach. Rozdrażniony Zeus wymierzył jej karę, każąc powiesić swą małżonkę na szczycie Olimpu za ręce i zatroszczył się przy tym o to, by do jej nóg przymocowano dwa ciężkie kowadła. Kiedy Herakles po śmierci przybył na Olimp, pogodził się z Herą.

### Ukaranie Terezjasza
Hera i Zeus spierali się o to, kto jest bardziej skłonny ulegać pokusom miłości: mężczyzna czy kobieta i kto bardziej odczuwa rozkosze miłości. Zeus uważał, że kobieta. Wezwali na sędziego Terezjasza, ponieważ przez część swego życia był kobietą. Terezjasz był tego samego zdania co Zeus. Hera sprawiła, że oślepł.

### Wwojnie trojańskiej
Hera brała czynny udział w wojnie po stronie Greków. Nie wybaczyła Trojaninowi Parysowi, że w słynnym konkursie przyznał złote jabłko Afrodycie. Gdy więc Parys uciekał z Heleną, bogini sprawiła, że straszliwa burza uderzyła w jego statki. Podczas walk strzegła szczególnie Achillesa i króla Menelaosa, męża Heleny.

## W masowej kulturze współczesnej
- W filmie Zmierzch tytanów z 1981 r. w rolę Hery wcieliła się Claire Bloom. Pokornie, niemal bezsłownie znosi wieści o ciągłych romansach Zeusa i nie może nic na nie poradzić. Mąż kazał jej nawet sprezentować tarczę synowi, którego miał ze śmiertelniczką[10].
- W serialu Herkules, kręconym w latach 1995–1999, Hera jest główną postacią negatywną. Nienawidzi Herkulesa, bo jest owocem zdrady małżeńskiej Zeusa, a ten jest bardzo dumny z syna. Nie może go skrzywdzić, jako że chroni go Zeus, ale krzywdzi tych, których Herkules kocha i ceni oraz wspiera demony, potwory i przestępców. Przedstawiona jest jako para oczu na niebie, które zamiast źrenic mają pawie pióra[11].
- W wyprodukowanym przez Walt Disney Pictures filmie animowanym z 1997 roku, Herkules, wizerunek Hery stoi w całkowitej sprzeczności z jej mitologicznym obrazem. Jest tutaj bowiem czułą i kochającą matką Herkulesa oraz żoną Zeusa, który nie dopuszcza się żadnych zdrad[12].